# گمینا بوژنچین
گمینا بوژنچین (به لهستانی:  Gmina Borzęcin) یک گمینا در لهستان است که در شهرستان بژسکو واقع شده‌است. گمینا بوژنچین ۱۰۲٫۷۳ کیلومتر مربع مساحت و ۸٬۳۷۳ نفر جمعیت دارد.